# Henry Taylor (nedador)
Henry Taylor   (Oldham, 17 de març de 1885 - Oldham, 28 de febrer de 1951) fou un nedador anglès, que destacà a la dècada del 1900 i del 1910.

## Biografia
Va néixer el 17 de març de 1885 a la ciutat d'Olham, una població situada al Gran Manchester, que en aquells moments formava part del Regne Unit de la Gran Bretanya. Durant la Primera Guerra Mundial va servir a la Royal Navy i posteriorment va nedar fins al 1926. Va morir el 28 de febrer de 1951 a la seva residència d'Olham.

## Carrera esportiva
Va participar, als 21 anys, en els Jocs Intercalats de 1906 realitzats a Atenes (Grècia) on, contra tot pronòstic, aconseguí guanyar la medalla d'or en la prova d'1 milla, la medalla de plata en la prova dels 400 metres lliures i la medalla de bronze en els relleus 4x250 metres lliures.
En els Jocs Olímpics d'Estiu de 1908 celebrats a Londres (Regne Unit) es convertí en una de les estrelles dels Jocs en aconseguí guanyar tres medalles d'or, establín així mateix sengles rècords del món, en les proves de 400 metres lliures, 1.500 m. lliures i relleus 4x200 m. lliures. Amb aquest èxit es convertí en l'únic britànic en aconseguir guanyar tres medalles d'or en uns mateixos Jocs fins al 2008, quan el ciclista Chris Hoy ho tornà a fer. Participà en els Jocs Olímpics d'Estiu de 1912 celebrats a Estocolm (Suècia) on aconseguí guanyar la medalla de bronze en els relleus 4x200 metres lliures, i va caure en semifinals dels 400 m. lliures i dels 1.500 m. lliures. Als 35 anys participà en els Jocs Olímpics d'Estiu de 1920 realitzats a Anvers (Bèlgica), on tornà a guanyar la medalla de bronze en els relleus 4x200 m. lliures i caigué en semifinals dels 400 m. lliures i en la primera ronda dels 1.500 m. lliures.
També va jugar a waterpolo. El 1969 fou inclòs a l'International Swimming Hall of Fame.